# Tesa Litvan
Tesa Litvan (Zagabria, 31 maggio 1996) è un'attrice e doppiatrice croata.

## Biografia
Debutta nel 2014 nel cortometraggio Polufinale per la regia di Tomislav Soban nel ruolo di Jelena; nello stesso anno fa il suo debutto a livello filmografico nel lungometraggio Ljubav ili smrt per la regia di Daniel Kušan nel ruolo di Melita. Successivamente prende parte a varie serie televisive e telenovele, ricoprendo inoltre diversi ruoli a teatro e svolgendo anche l'attività di doppiatrice. Nel 2018 viene premiata durante il Festival glumca con il riconoscimento Nada Subotić per la miglior giovane attrice sotto i 28 anni. Oltre che in Croazia, lavora anche in Italia, in particolare per la regista Giulia Steigerwalt ha lavorato nei film Settembre e Diva Futura.

## Filmografia

### Cinema
- Polufinale, regia di Tomislav Soban (2014) – cortometraggio
- Ljubav ili smrt, regia di Daniel Kušan (2014)
- Dnevnik Diane Budisavljevic, regia di Dana Budisavljević (2019)
- Skretanje, regia di Cejen Cernic, Judita Gamulin e Jasna Nanut (2021) – cortometraggio
- Blago nama, registi vari (2022)
- Settembre, regia di Giulia Steigerwalt (2022)
- Nosila je rubac črleni, regia di Goran Dukic (2022)
- Splashback, regia di Luka Hrgovic e Dino Julius (2023)
- Diva Futura, regia di Giulia Steigerwalt (2024)

### Televisione
- Ko te šiša, registi vari (2018)
- Uspjeh, regia di Danis Tanovic (2019)
- Metropolitanci, regia di Igor Šeregi (2022)
- Der Kroatien Krimi/Split homicide, regia di Michael Kreindl (2024)
- San snova, registi vari (2024)
- Kumovi, registi vari (2024)

## Doppiatrice
Tesa Litvan doppia in croato i seguenti personaggi:
- Malibu Rescue – Lizzie
- Surviving Summer - Un'estate travolgente – Poppi
- The Monkey King – Lin
- La sirenetta – Vanessa
- Unicorn Academy – Layla
- Avatar - La leggenda di Aang – Katara

## Teatro
- Svaki tvoj rođendan (2018)
- Pascal Rambert (2019)
- Antigona (2019)
- Kafka na žalu (2020)
- Genijalna prijateljica (2021)
- Povijest pčela (2022)
- Vještica Hillary i uvrijeđeni kontrabas (2022)

## Programmi televisivi
- Volim Hrvatsku (HRT 1, 2021) – concorrente